# Mundochthonius japonicus
Mundochthonius japonicus es una especie de arácnido  del orden Pseudoscorpionida de la familia Chthoniidae. Presenta las siguientes subespecies: M. j. imadatei, M. j. japonicus, M. j. scolytidis y M. j. tripartitus.

## Distribución geográfica
Se encuentra en Japón.